# 青城山
30°58′24″N 103°30′56″E / 30.97333°N 103.51556°E
青城山为中国道教发源地之一，属道教名山之一。位于四川省成都市都江堰市西南，古称「丈人山」，东距成都市68公里，处于都江堰水利工程西南10公里处。主峰老霄顶海拔1600米。在四川名山中与剑门之险、峨嵋之秀、夔门之雄齐名，有“青城天下幽”之美誉。青城山是著名的中国历史名山和国家重点风景名胜区，并于2000年同都江堰共同作为一项世界文化遗产被列入世界遗产名录。2008年汶川地震中青城山受到比较大的影响。

## 地理概况
青城山分前山、后山，前山是青城山风景名胜区的主体部分，约15平方公里，景色优美，文物古迹众多。青城后山由于交通不便，地势较险，使得自然风光保存完好。

### 地理成因推测
青城山是邛崃山脉南段的东支，形成于1亿8千万年前的一次造山运动，山体抬升时，受强烈挤压，岩层破碎，起伏较大，褶皱明显，所以山形构造复杂。

## 人文概况

### 得名
青城山得名目前有两种说法：
- 青城山有阴阳36峰呈环状排列，锋锐崖陡，“青翠四合，状若城廓，故名青城”。
- 原名为“清城山”，因古代神话说“清都、紫薇、天帝所居”故名“清城”，唐代时佛教发展迅速，佛教和道教在山上发生地盘之争，官司打到皇帝那儿，唐玄宗信道，亲自下诏判定“观还道家，寺依山外”，然而诏书将“清城”写成了“青城”，所以改称青城山，此据并非传说，山上至今保留有唐代碑文诏书全文以佐。

### 道教
青城山是中国著名的道教名山，道教发源地之一。传说道教天师张道陵晚年显道于青城山，并在此羽化，此后，青城山成为天师道的祖山，全国各地历代天师均来青城山朝拜祖庭。 
青城山上主要的道教建筑有建福宫、老君阁、园明宫、上清宫、天师洞等。

### 全國重點文物保護單位
在列為世界遺產之後，以清至民國時期的青城山古建築群於2013年列入第七批全國重點文物保護單位。包括：
- 天师洞
- 朝陽洞
- 真武宮
- 圓明宮
- 玉清宮
- 五洞天及接仙橋
- 天然圖畫
- 上清宮
- 山蔭亭
- 凝翠橋

## 青城后山的主要景点
- 泰安古镇。泰安寺即坐落于古镇中央。古镇里有很多饭店和旅店供游客歇脚。 青城后山 - 泰安古镇

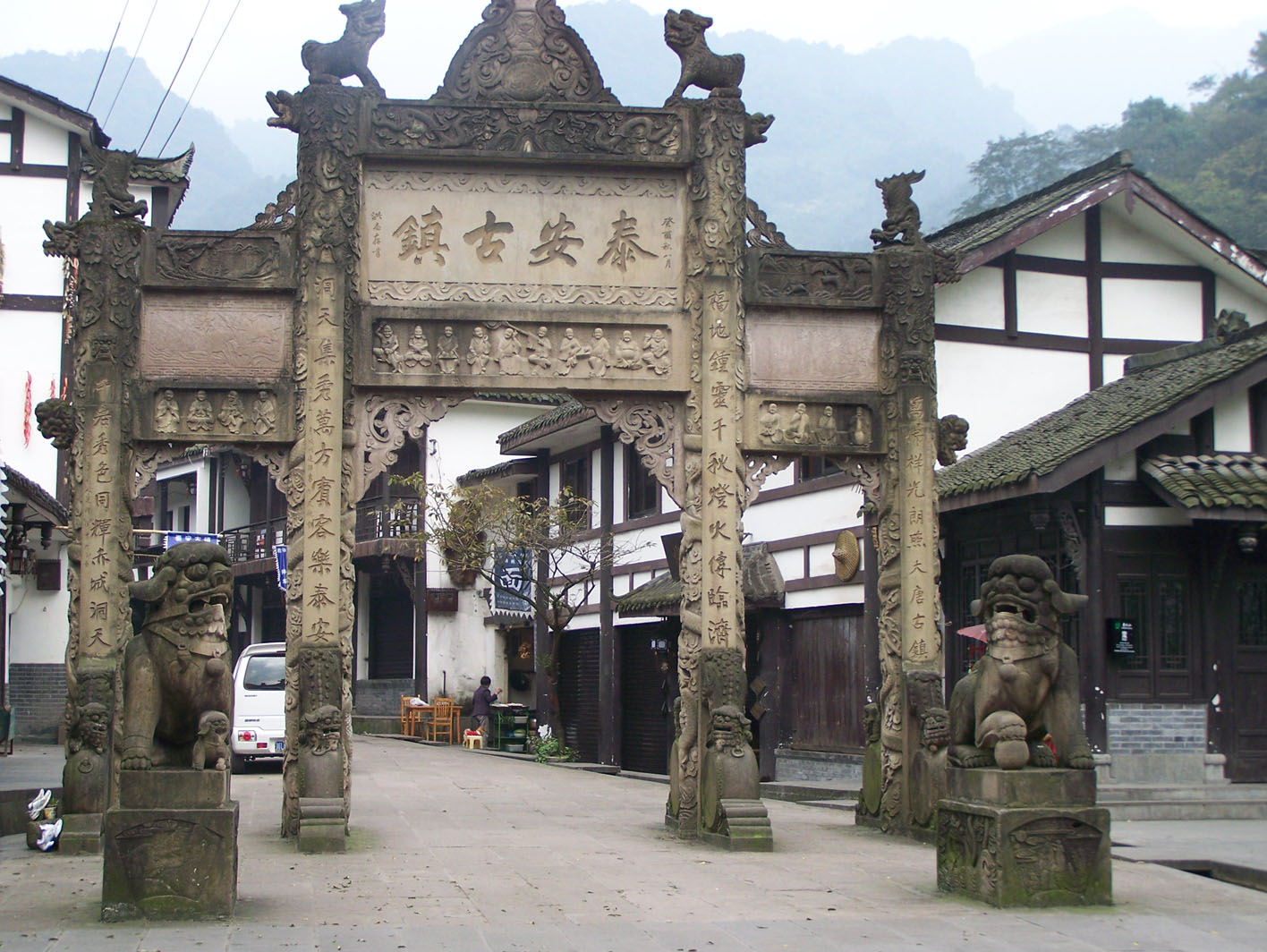
青城后山 - 泰安古镇

- 五龙沟。古称蛮河沟，长约8公里，因传说古时有五条神龙隐藏于沟中而得名。其中的景色有金娃娃沱，景色绝佳的龙隐峡栈道，石笋岩，回音壁等。

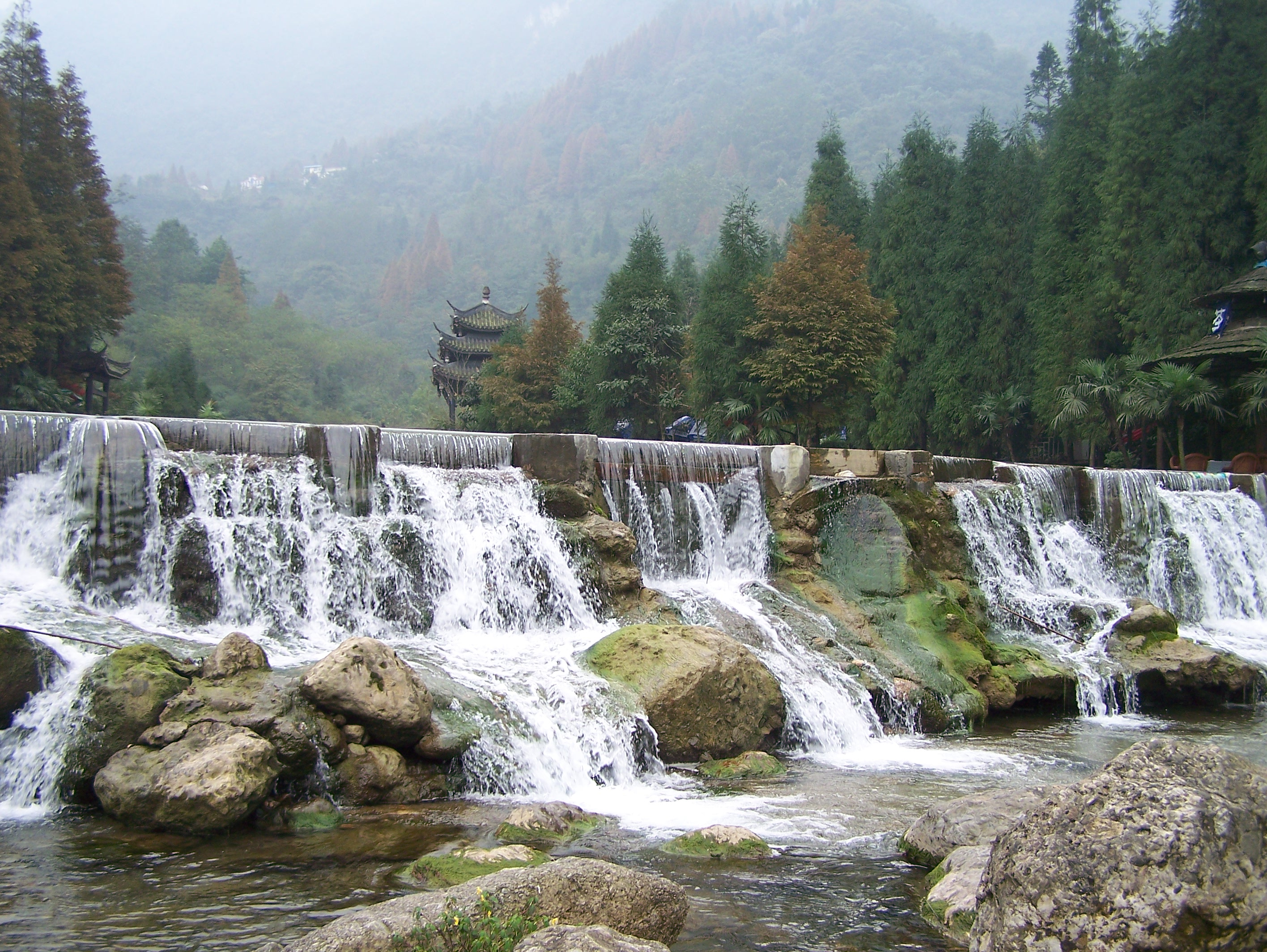
青城后山 - 五龙沟

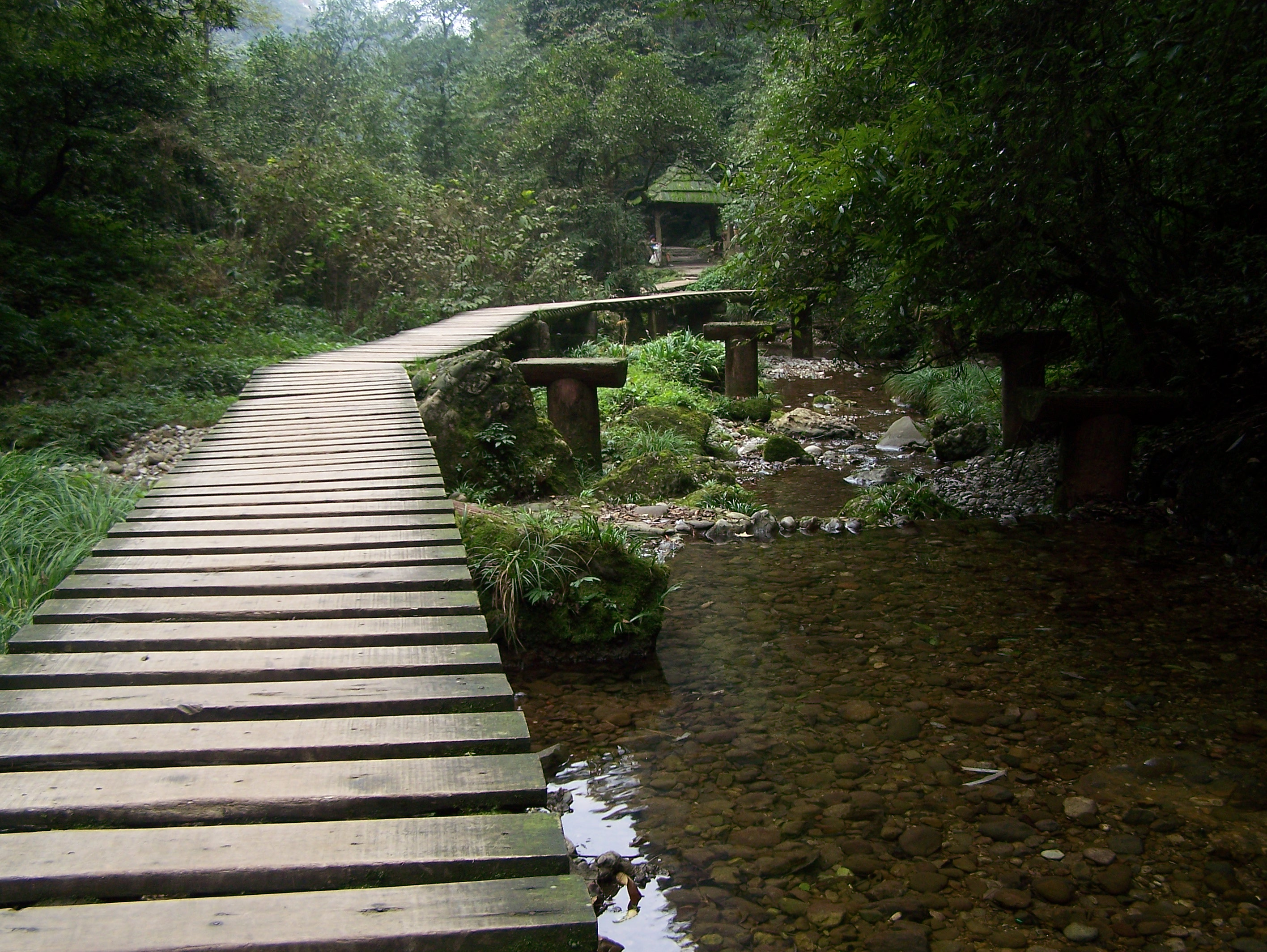
青城后山 - 百丈桥

- 又一村。位于五龙沟之上的桃花溪，得名于南宋诗人陆游的诗句“山重水复疑无路，柳暗花明又一村”。村中有二十多户农家以发展旅游业为主，是又一个爬山歇脚的好地方。其中桃花溪度假公园亦坐落于又一村。
- 白云索道从又一村上行到白云古寨。金骊索道* 白云寺、飞泉沟、百丈桥。位于飞泉沟中游，用木板铺成曲桥，逆水而上，长约百余米。两岸老树龙钟，附生着草绿色的“木萝莎”如薄纱飘舞。
- 翠映湖、 白云古寨。

## 青城派
青城派是金庸的武俠小說中虛構的門派，在金庸部分作品曾經出現數次。

## 延伸阅读
[在维基数据编辑]
 《欽定古今圖書集成·方輿彙編·山川典·青城山部》，出自陈梦雷《古今圖書集成》